# 楢崎元兼
楢崎 元兼（ならさき もとかね）は、戦国時代から安土桃山時代にかけての武将。楢崎氏は備後国芦田郡久佐の朝山二子城（楢崎城）を本拠とした国人で、毛利氏の家臣となる。

## 生涯

### 若年時
天文21年（1552年）、備後国芦田郡久佐の朝山二子城（楢崎城）を本拠とした国人で、毛利氏に帰属した楢崎信景の子として生まれる。毛利輝元に仕えて美作国真島郡の月田城主となり、三村家親の娘を娶った。永禄13年（1570年）4月17日の牛尾城攻めにおいて、尼子軍の敵兵の首一つを討ち取る武功を立てる。

### 備中・美作の動乱
元亀4年（1573年）3月、備中国阿賀郡新見で一揆が起こった。三村元親はこの一揆を鎮圧するために、輝元に援軍を要請した。輝元は3月19日に元兼に書状を送り、出雲国と伯耆国の兵を援軍として4月16日に出陣させるよう依頼した。検使を元兼とし、副将として桂元将が付けられた。
天正2年（1574年）に毛利氏は宇喜多直家と結んだが、三村元親にとって宇喜多直家は父・家親の仇であり不倶戴天の敵であった。そのため元親は宇喜多直家を討つために織田信長と結び、毛利氏から離反した（備中兵乱）。元兼は三村元親の妹婿であったため、輝元は元兼が元親の離反に応じないように、元兼の居城である月田城に木原左馬允を入れて元兼を監視させた。その一方で、元兼の祖父・豊景と父・信景は輝元の命を受けて、三村政親の守る備中国吉城や三村元範の守る楪城攻撃に加わって活躍している。
天正7年（1579年）、元兼が預かり守っていた因幡国内の闕所を山伏姿の不審な者が通行したため捕らえたところ、その者が懐中に所持していた朱印状から、織田信長から美作国矢筈城主の草苅景継のもとへ派遣された密使・大谷慶松（大谷吉継か）であることが判明。同時に草苅景継の逆意が明らかとなり、元兼はこの事を小早川隆景へ報告した。これによって同年6月に草苅景継は切腹し、景継の弟の草苅重継が跡を継いだ。
一方で同年には宇喜多氏家臣の江原親次が城主を務める美作国の大寺畑城内で元兼へ内通する者が現れ、城内の木屋に火を懸けた。元兼は一番に駆けつけ、吉川元春らと共に大寺畑城を陥落させた。
天正8年（1580年）2月15日、美作高田城退城の際に、湯谷の内の後家分100貫の地と浮米100石を輝元から申し付けられた。
天正10年（1582年）5月、毛利元就の娘婿で備中国日幡城を守っていた上原元将が、羽柴秀吉の調略を受けて毛利氏から離反。この報せを湯浅将宗から受けた吉川元春と小早川隆景は直ちに、元兼に備中国と備後国の兵を率いさせて日幡城を攻撃させた。元兼は日幡城を攻め落とし、元就の三女で元将の妻となった芳林春香を保護して吉田郡山城へ送り返した。輝元は大いに感じ入り、元兼を「軍忠軍功比類無し」と称賛した。
山陰攻略の頃から楢崎氏は主に小早川隆景の麾下で戦っていたためか、天正13年（1585年）の小早川家の座配において「楢崎殿」と記されており、これは元兼あるいは父の信景を指すとされる。

### 豊臣政権下
天正14年（1586年）の天正大地震を契機として、豊臣秀吉が方広寺大仏（京の大仏）を造営した際、毛利氏にも大仏造営のための木材拠出が命じられたため、輝元は元兼を奉行として木材の手配を命じた。なお、この時に熊谷元直が馳走を拒否したことが、慶長10年（1605年）に熊谷元直が粛清された際に罪状の一つとして挙げられている。
天正20年（1592年）7月22日に秀吉の母・大政所が死去。同年8月1日、元兼は輝元の命を受けて弔使として上洛し、豊臣秀吉と豊臣秀次に謁見した。秀吉は9月8日付の朱印状において文禄の役での輝元の長い朝鮮在陣を慰労し、近く再び名護屋へ下向し、来春には朝鮮へ渡海する意思を表した。また、秀次も9月10日付けの朱印状で輝元を慰労している。
慶長2年（1597年）から始まる慶長の役において、元兼は従兄弟の政友（叔父・景政の嫡男）や元好（叔父・景好の長男）らと共に毛利秀元に従って朝鮮に渡ったが、同年9月18日に釜山で病死した。享年46。元兼に嗣子は無く、従兄弟の元好が跡を継いだ。